# Guerau III d'Armanyac
Guerau III d'Armanyac, mort el 1160, comte d'Armanyac de 1110 a 1160 i comte de Fesenzac, fou fill de Bernat III d'Armanyac, comte d'Armanyac, i d'Alpaïs de Turena.
Es va casar amb Anisel·la o Assalina o Astamura comtessa de Fesenzac, vídua de Bernat III, comte de Bigorra i filla d'Astanove II, comte de Fesenzac. La mort de la seva fillastra Beatriu II de Bigorra el 1119 va aportar definitivament el Fesenzac a la casa d'Armanyac, cosa que li va permetre reunir els dos comtats, separats des del segle x. Va tenir dos fills:
- Bernard IV (1136 † 1193), comte d'Armanyac i de Fesenzac
- Mascarosa, casada amb Odó de Lomanha, senyor de Firmacon, que seran a l'origen de la segona casa d'Armanyac